# Microsoft Launcher
Microsoft Launcher（マイクロソフト・ランチャー、旧称：Arrow Launcher）は、Microsoftが開発したAndroidモバイルプラットフォーム用のアプリケーションランチャーである。
WindowsデスクトップPCとAndroidスマートフォンのより便利な統合を提供することを目的としている。 当初は2015年10月にベータ版として利用可能であり、2017年10月5日にGoogle Playストアに公開された。
これは、標準のAndroidオペレーティングシステムに置き換わるものではないが、Microsoftのアプリケーションとサービスに焦点を当てたグラフィカルレイヤーを追加する。